# Act of Parliament
Als Act of Parliament werden im englischen Sprachraum und vor allem in nach dem Westminster-System regierten Ländern Gesetze bezeichnet, die durch ein nationales oder regionales Parlament verabschiedet werden. 

## Vereinigtes Königreich von Großbritannien und Nordirland

### Gesetzgebung
Acts of Parliament werden als primäre Gesetze durch das Parlament des Vereinigten Königreichs, seit deren Bestehen auch durch das Schottische Parlament und die Nationalversammlung für Wales, verabschiedet. Die Befugnisse des Parlaments des Vereinigten Königreichs sind im Acts of Union von 1800 festgelegt. Dem Schottischen Parlament wurde das Recht zur Gesetzgebung durch den Scotland Act 1998 verliehen, der Nationalversammlung für Wales durch den Government of Wales Act von 1998.
Ein Gesetzentwurf (bill) wird zum Act of Parliament und zum Statute Law, wenn er vom Parlament mehrheitlich beschlossen wird und vom Monarchen bestätigt wird.

### Klassifizierung
- Public Acts, auch Public General Acts genannt, betreffen das Vereinigte Königreich insgesamt oder einige seiner Landesteile. Ihre Entwürfe werden üblicherweise auf Veranlassung der Regierung eingebracht.[5]
- Private Acts oder Local and Personal Acts haben lokale Wirkung, ermächtigen zum Beispiel Gebietskörperschaften zu Handlungen oder lassen regionale Ausnahmen zu Gesetzen zu.[5] Entwürfe werden auf Veranlassung von Organisationen, örtlichen Körperschaften oder Privatgesellschaften, selten einzelner Personen, eingebracht. Potentiell betroffene Einzelpersonen oder Gruppen können dagegen petitionieren.[6][7]
- Hybrid bills vereinigen Merkmale beider vorstehender Arten, indem sie Änderungen bestehender allgemeiner Gesetze vorschlagen, aber auch Regelungen betreffend einzelner Personen oder Körperschaften beinhalten.[8]

### Parlament des Vereinigten Königreichs
Ein Gesetzentwurf durchläuft vor dem zweikammerigen Parlament des Vereinigten Königreichs folgenden Prozess bis zu seiner Verabschiedung:
- Der eigentlichen Vorlage eines Gesetzentwurfs geht üblicherweise eine mindestens 12 Wochen dauernde Zeit der Konsultation voraus, in der die betroffenen Teile der Regierung und weitere Beteiligte (zum Beispiel Gewerkschaften, Industrievertreter oder Lobbygruppen) um ihre Meinungen gebeten werden.[9] und die nicht zum eigentlichen Prozess gezählt wird. Vorschläge der Regierung werden, wenn mehrere legislative Optionen betrachtet werden, als green paper (Grünbuch) oder bei einer eindeutigen Willenserklärung als white paper (Weißbuch) publiziert.[5] Zunehmend werden Entwürfe von Parlamentsausschüssen begutachtet, die so ihrer Meinung Ausdruck geben und Änderungen vorschlagen können. Mehrere Vorschläge zu verwandten Themen werden in einem Gesetzentwurf zusammengefasst. Für die Ablaufplanung einer Gesetzgebung ist das Ministerial Committee on the Legislative Programme (LP) verantwortlich. Es entscheidet, in welchem Haus des Parlaments ein Gesetzentwurf zuerst vorgelegt wird, empfiehlt dem Kabinett, welche Entwürfe in die Thronrede aufgenommen werden, welche als Vorschlag publiziert werden sollen und welcher Zeitaufwand seitens des Parlaments vorgesehen ist. Nach der Konsultation wird der Gesetzentwurf durch Juristen zur Vorlage vorbereitet. Er muss sich in bestehende Gesetze des Vereinigten Königreichs und der Europäischen Union einfügen. Wenn die gesetzlichen und formalen Kriterien zur Vorlage erfüllt sind, kann der Entwurf in erster Lesung vorgelegt werden.[5]
- Erste Lesung: Im Order Paper, in dem die vom Parlament zu behandelnden Angelegenheiten täglich veröffentlicht werden, wird die Vorlage eines Gesetzentwurfs angekündigt. Dieser wird nur verlesen und noch nicht debattiert. Gesetzentwürfe, die das Steuerwesen oder die öffentlichen Finanzen betreffen, werden im House of Commons vorgelegt, solche, die das Justizwesen oder die Konsolidierung mehrere Gesetze in eines betreffen, traditionell im House of Lords.
- Zweite Lesung: In der Regel sollen zwischen der ersten und zweiten Lesung zwei Wochenenden liegen. Dann wird auf Veranlassung des federführenden Ministeriums eine Debatte über die allgemeinen Grundsätze des Gesetzentwurfs angesetzt, gefolgt von einer Abstimmung. Entscheidet sich die Mehrheit des Hauses für die zweite Lesung, geht der Gesetzentwurf an den zuständigen Parlamentsausschuss. Sonst gilt der Entwurf als abgelehnt, wird nicht weiter verfolgt und darf unverändert nicht wieder vorgelegt werden.
- Committee stage: In diesem Stadium prüft ein Parlamentsausschuss[10] jeden Abschnitt des Gesetzentwurfs und kann Änderungen vornehmen. Diese erfolgen im Einvernehmen mit der Regierung, um Mängel der Vorlage zu beheben, zwischenzeitlich geänderten Regeln Rechnung zu tragen oder Zugeständnisse gemäß vorheriger Debatte zu berücksichtigen
- Report stage: Im nächsten Schritt wird der Entwurf dem Haus nochmals vorgelegt, um die Änderungen zu prüfen und gegebenenfalls weitere vorzunehmen.
- Dritte Lesung: Nun wird der Entwurf im endgültigen Wortlaut debattiert. Im House of Lords sind dabei noch Änderungen möglich, im House of Commons sind keine mehr erlaubt.
- Passage: Der Gesetzentwurf wird nach der dritten Lesung dem jeweils anderen Haus des Parlaments übergeben, der ihn weiter ändern darf. Das House of Commons kann Entwürfe des House of Lords direkt ablehnen. Das House of Lords kann Entwürfe des House of Commons ändern, wenn es aber einen solchen ablehnt, kann das House of Commons dennoch in der folgenden Parlamentssitzung die Verabschiedung des Gesetzes erzwingen. Auch darf das House of Lords keine Gesetzentwürfe in Finanzangelegenheiten auf den Weg bringen oder abändern. Ferner soll es nach einer Gewohnheitsregel nicht mehr als 60 Tage über einem Entwurf aus dem House of Commons verbringen.[11] Hat ein Haus den Entwurf des anderen abgeändert, wird dieser nebst den Änderungen für eine weitere Diskussion zurückgesandt.
- Prüfung der Änderungen: Das Haus, welches den Gesetzentwurf auf den Weg gebracht hat, prüft die vom anderen Haus eingebrachten Änderungen. Wenn diese abgelehnt oder weiter geändert werden sollen, kann ein Entwurf mehrmals zwischen den beiden Häusern hin und her gehen. Können sich die Häuser nicht einigen, gilt der Entwurf traditionsgemäß als gescheitert,[12] wenn nicht die Parliament Acts 1911 and 1949[13][14] im Anwendung gebracht werden. Dann darf ein Gesetzentwurf des House of Commons zur Bestätigung durch den Monarchen vorgelegt werden, auch wenn das House of Lords nicht zugestimmt hat.
- Royal Assent: Mit der Bestätigung durch den Monarchen erlangt der Entwurf Gesetzeskraft.

### Schottisches Parlament
Im Schottischen Parlament, das nur eine Kammer hat, durchläuft ein Gesetzentwurf bis zur Verabschiedung als Gesetz folgende Stadien:
1. Der Entwurf und seine Begleitdokumente - Erläuterungen, ein politisches Memorandum, das die Ziele darlegt, und ein finanzielles Memorandum - wird dem Parlament vorgelegt, dazu Erklärungen des Sprechers des Parlaments und des für den Entwurf verantwortlichen Parlamentsmitglieds, ob der Entwurf in die Zuständigkeit des Parlaments fällt.
2. Im ersten Schritt wird der Entwurf von einem oder mehreren Parlamentsausschüssen geprüft. Dabei werden Zeugnisse der Urheber des Entwurfs und betroffener Gruppen gehört werden. Der resultierende Bericht wird im Plenum debattiert.
3. Im zweiten Schritt geht der Entwurf an den Fachausschuss zurück und wird im Detail geprüft und wenn nötig korrigiert, ähnlich wie in der Committee stage eines dem  britischen Parlament unterbreiteten Entwurfs.
4. Im dritten Schritt wird der geprüfte und korrigierte Entwurf wieder dem Parlament vorgelegt. Jetzt besteht noch die Möglichkeit für weitere Änderungen, bevor der gesamte Entwurf nochmals debattiert wird, bevor das Parlament über seine Annahme abstimmt.
5. Ist der Entwurf angenommen, beginnt eine Frist von vier Wochen, in der die Juristen der schottischen Regierung oder der des Vereinigten Königreichs ihn dem Obersten Gerichtshof vorlegen können, um zu entscheiden, ob er in der Zuständigkeit des Parlaments liegt. Danach legt der Sprecher  den Gesetzentwurf dem Monarchen zur Bestätigung vor.

## Andere Länder
Gesetzentwürfe in Staaten des Commonwealth of Nations, deren Gliedstaaten sowie anderen Ländern, deren Regierungssystem an das des Vereinigten Königreichs angelehnt ist, durchlaufen mit regionalen Modifikationen ähnliche Prozesse. In den Commonwealth Realms bestätigt der Generalgouverneur in Stellvertretung des Monarchen angenommenen Gesetzentwürfe, wo wie in Indien oder Irland keine Monarchie besteht, übernimmt dies der Staatspräsident. 

### Irland
Gemäß Artikel 50 der Verfassung von Irland galten alle Gesetze, die im Irischen Freistaat vor dem 29. Dezember 1937 galten, weiter. Auf ähnliche Weise setzte Artikel 73 der Verfassung des Irischen Freistaates die Legislatur fort, die in Südirland galt. Damit besteht in Irland eine über 800-jährige Kontinuität der Gesetzgebung, denn das derzeit älteste in Irland geltende Gesetz ist der Fairs Act von 1204. Dies schließt einige Acts of Parliament (irisch Achtanna Parlaiminte) ein, die vom seinerzeitigen Parlament des Vereinigten Königreichs von Großbritannien und Irland erlassen wurden.
Die vom irischen Parlament erlassenen Gesetze heißen nach dem irischen Namen des Parlaments Acts of the Oireachtas (irisch Achtanna an Oireachtais).

## Nachweise
1. ↑  Alisdair Gillespie: The English Legal System. Hrsg.: Oxford University Press. 2013, ISBN 978-0-19-965709-4, S. 23 (eingeschränkte Vorschau in der Google-Buchsuche).
2. ↑  Union with Ireland Act 1800. 2. Juli 1800 (gov.uk).
3. ↑  Her Majesty’s Stationery Office (Hrsg.): Scotland Act 1998. 19. November 1998 (gov.uk).
4. ↑  Her Majesty’s Stationery Office (Hrsg.): Government of Wales Act 1998. 31. Juli 1998 (gov.uk).
5. 1 2 3 4  Robert Rogers and Rhodri Walter: How Parliament works. Hrsg.: Pearson Longman. 6. Auflage. 2006.
6. ↑  Private Bills in Parliament: House of Commons Background Paper. House of Commons Library, 7. Januar 2014, archiviert vom Original (nicht mehr online verfügbar) am 9. Juni 2015; abgerufen am 30. September 2024 (englisch).
7. ↑  Private Bills before Parliament 2016-17. Parliament of the United Kingdom, archiviert vom Original (nicht mehr online verfügbar) am 8. März 2017; abgerufen am 30. September 2024 (englisch).
8. ↑  Hybrid Bills in current and previous sessions. Parliament of the United Kingdom, archiviert vom Original (nicht mehr online verfügbar) am 21. August 2019; abgerufen am 30. September 2024 (englisch).
9. ↑  Cabinet Code of Practice
10. ↑  Levy, Jessica: Public Bill Committees: An Assessment. Scrutiny Sought; Scrutiny Gained. In: Parliamentary Affairs. Band 63, Nr. 3, Juli 2010, S. 534.
11. ↑  Jon Lawrence: What is to be done with the second chamber? In: History & Policy. History & Policy, 1. Januar 2007, archiviert vom Original am 22. Mai 2013; abgerufen am 18. September 2016 (englisch).
12. ↑  House of Lords, House of Commons. Joint Committee on Conventions (Hrsg.): Conventions of the UK Parliament. Report of Session 2005-06 Volume II. 31. Oktober 2006 (parliament.uk [PDF]).
13. ↑  Parliament Act 1911. 18. August 1911 (gov.uk).
14. ↑  Parliament Act 1949. 16. Dezember 1949 (gov.uk).
15. 1 2  Raymond Byrne, J. Paul McCutcheon, Claire Bruton, Gerard Coffey: McCutcheon on the Irish Legal System (5th ed.). Hrsg.: Bloomsbury Professional. 2008.
16. ↑  Roinn an Taoisigh (Hrsg.): Statute Law Revision Act 2007. 1. Mai 2007 (irishstatutebook.ie [PDF]).